# Aloha Airlines
Aloha Airlines was een luchtvaartmaatschappij met als basis Honolulu, Hawaï, Verenigde Staten. De maatschappij voerde vluchten uit tussen de Hawaïaanse Eilanden en tussen Hawaï en de Westkust van de Verenigde Staten. De luchthaven was Honolulu International Airport. Aloha Airlines is op 31 maart 2008 gestopt met passagiersvluchten. Vrachtvluchten worden nog uitgevoerd als Aloha Air Cargo.
Aloha is een Hawaïaans woord dat je aangetrokken tot voelen of liefde betekent, en gebruikt wordt als groet.

## Ongeval
Eind april 1988 vond er een ongeval plaats op vlucht 243 met een Boeing-737 van Aloha Airlines. Tijdens de vlucht werd een groot gedeelte van het "dak" afgerukt. Een stewardess werd door het plotselinge drukverschil naar buiten gezogen en overleed. Verder vielen er geen slachtoffers en het toestel kon aan de grond worden gezet door de piloten.

Het ongeval kon gebeuren doordat haarscheurtjes in de romp ongemerkt bleven bij de onderhoudsinspectie. Deze werd op een verkeerde manier uitgevoerd. Mede door dit ongeval nam de aandacht voor Human Factors in vliegtuigonderhoud significant toe.

## Vloot
- 10 Boeing 737-200
- 5 Boeing 737-200C
- 8 Boeing 737-700

## Codes
- IATA: AQ
- ICAO: AAH
- Roepletter:Aloha

Air Canada ·
Alaska Airlines ·
American Airlines ·
Atlas Air ·
FedEx Express ·
Hawaiian Airlines ·
JetBlue Airways ·
Southwest Airlines ·
United Airlines ·
UPS Airlines